# Comune distrettuale di Plungė
Il comune distrettuale di Plungė è uno dei 60 comuni della Lituania, situato nella regione della Samogizia.